# 纳桑德尔
纳桑德尔（法語：Nassandres，法語發音：[nasɑ̃dʁ]）是法国厄尔省的一个旧市镇，位于该省中西部地区，属于贝尔奈区。2017年1月1日，纳桑德尔和相邻的另外3个市镇合并为新市镇里勒河畔纳桑德尔（Nassandres sur Risle），纳桑德尔为政府驻地。

## 地理
纳桑德尔（49°7'37"N, 0°44'5"E）面积4.92 平方千米，位于法国诺曼底大区厄尔省，该省份为法国北部内陆省份，北起滨海塞纳省，西接奧恩省和卡爾瓦多斯省，南至厄尔-卢瓦省，东临瓦兹省、瓦兹河谷省和伊夫林省。
与纳桑德尔接壤的市镇（或旧市镇、城区）包括：布里奥讷、方丹拉索雷、古皮耶尔、洛奈、佩里耶拉康帕涅。
纳桑德尔的时区为UTC+01:00、UTC+02:00（夏令时）。

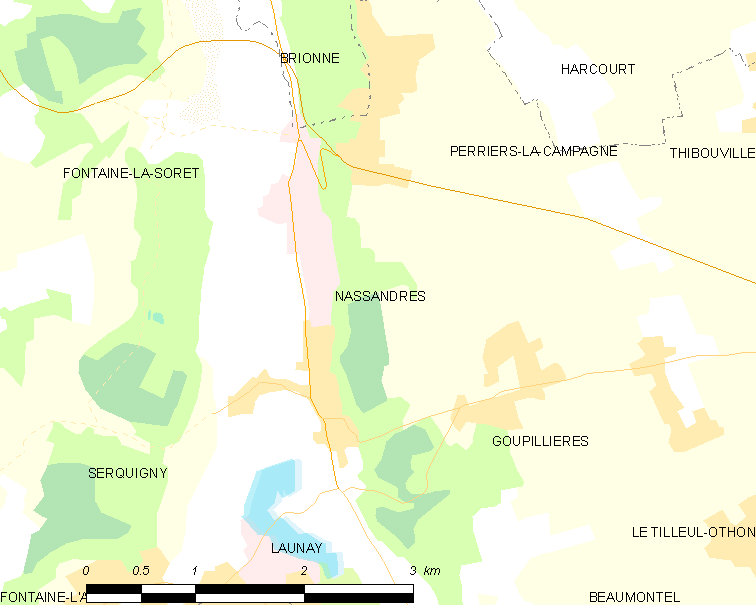
纳桑德尔的OSM定位图

## 行政
纳桑德尔的邮政编码为27550，INSEE市镇编码为27425。

## 政治
纳桑德尔所属的省级选区为布里奥讷县。

## 人口

1962-2008年间纳桑德尔人口变化图示

纳桑德尔于2018年1月1日时的人口数量为1330人。